# Paběnice
Paběnice település Csehországban, a Kutná Hora-i járásban. Paběnice Petrovice I, Hraběšín, Červené Janovice és Třebonín településekkel határos. Lakosainak száma 223 fő (2024. január 1.).

## Népesség
A település lakosságának változását az alábbi diagram mutatja:
| Lakosok száma | 549  | 466  | 477  | 290  | 196  | 166  | 183  | 187  | 210  | 223  |
|               | 1869 | 1900 | 1921 | 1961 | 1980 | 2011 | 2016 | 2019 | 2021 | 2024 |